# Didymodactylos carnosus
Didymodactylos carnosus är en hjuldjursart som beskrevs av Colin Milne 1916. Didymodactylos carnosus ingår i släktet Didymodactylos och familjen Philodinidae. Inga underarter finns listade i Catalogue of Life.